# Antonito

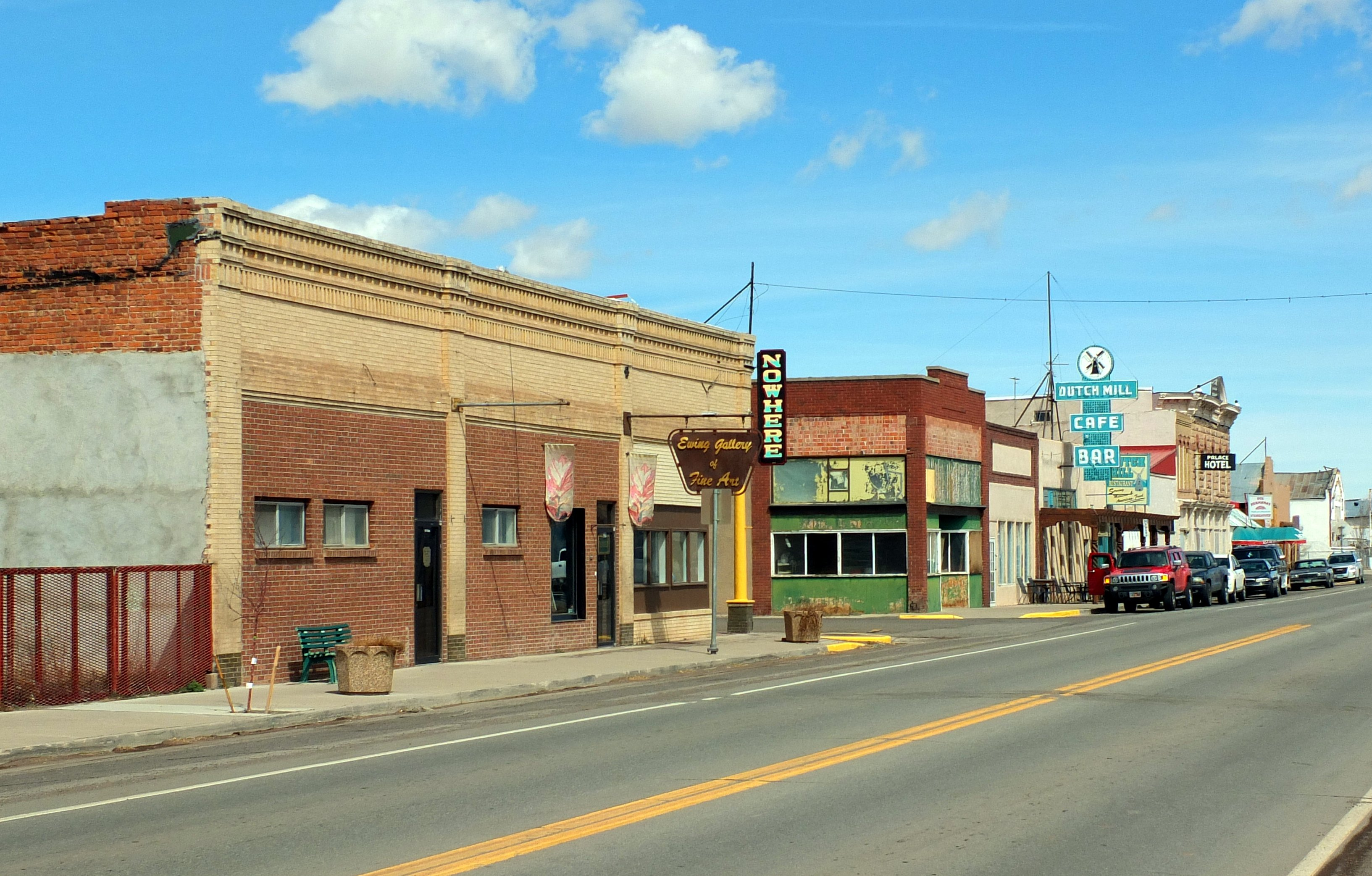
Antonito, Colorado

Antonito ist eine Town in Conejos County im US-amerikanischen Bundesstaat Colorado. Die am 29. Dezember 1889 gegründete Stadt liegt auf 2405 Meter Höhe. Das U.S. Census Bureau hat bei der Volkszählung 2020 eine Einwohnerzahl von 647 auf einer Fläche von 1 km² ermittelt.
Die Stadt liegt an den Fernstraßen U.S. Highway 285 und Colorado State Highway 17 und dient als Ausgangspunkt für sommerliche Bahnausflüge auf den Strecken der ehemaligen Denver and Rio Grande Western Railroad: die schmalspurige „Cumbres and Toltec Scenic Railroad“ dampft bis zu 100 km weit über Osier nach Chama (New Mexico), die normalspurige San Luis and Rio Grande Railroad fährt unter dem Namen Rio Grande Scenic Railroad nach Alamosa, Monte Vista und La Veta.